# Pekela
Pekela est une commune des Pays-Bas, située dans la province de Groningue. La municipalité compte environ 12 250 habitants (2023)sur une superficie de 50 km².
Au XVIIe siècle, quelques marchands hollandais achetaient des territoires sur les rives de la rivière Pekel-A. Le village tire son nom de cette rivière.
En 1810, quand Louis Bonaparte était le roi du Royaume de Hollande, Pekela était séparée en deux. Une partie était nommée Oude Pekela (Vieux Pekel-A), l’autre Nieuwe Pekela (Nouveau Pekel-A). 180 ans après, en 1990, les deux parties fusionnaient pour former la commune de Pekela.
Pekela était le centre de l’industrie du carton de paille. La situation des ouvriers était peu reluisante, c’est pourquoi les partis socialistes et communistes avaient une grande influence. Ils organisaient des grèves et des manifestations pour améliorer le niveau de vie.
Actuellement, Pekela est un village rural, avec peu d'industrie.

## Lien externe

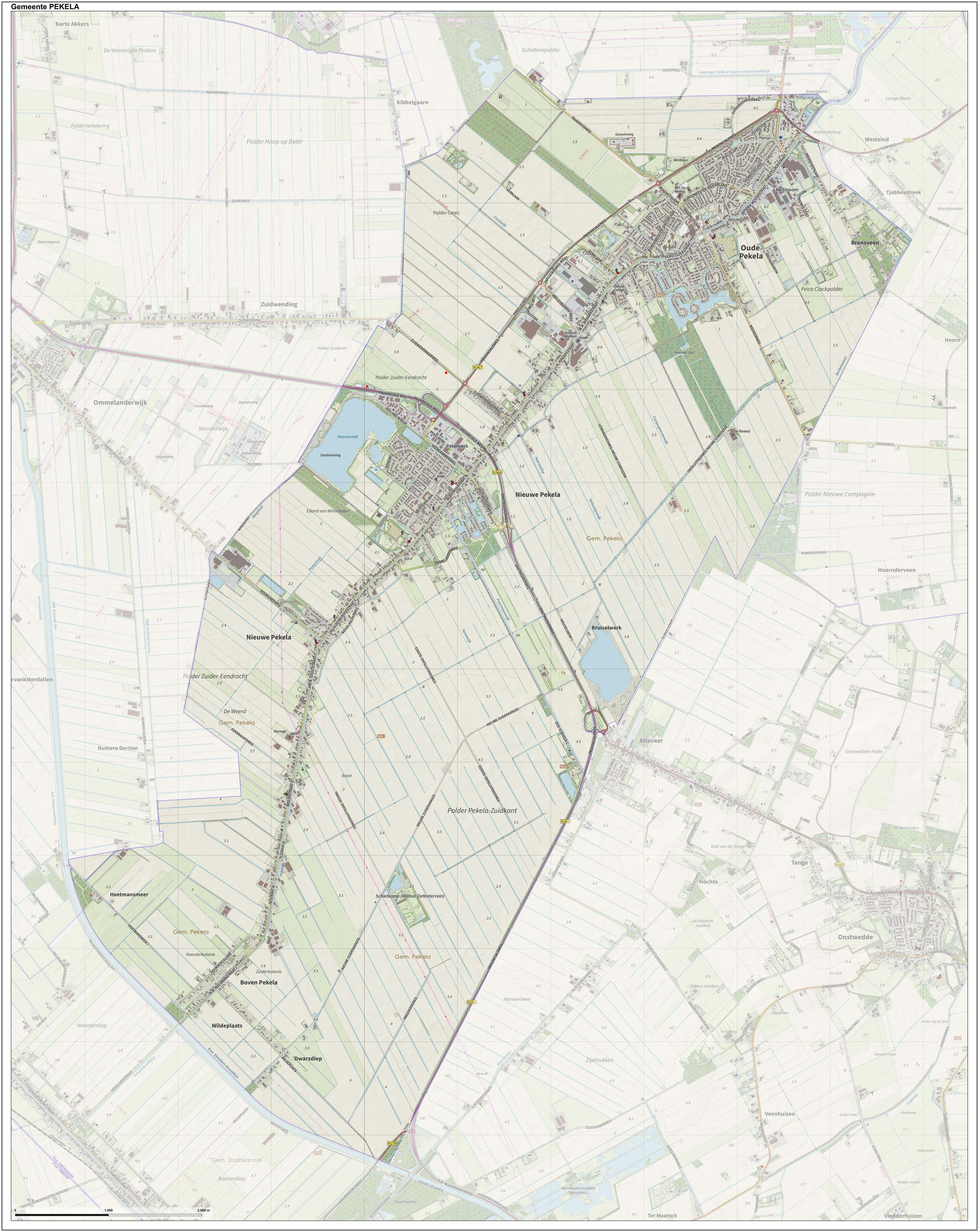
Plan détaillé de la commune de Pekela

## Communes limitrophes
| Midden-Groningue | Oldambt     |             |
| Veendam          | Pekela      | Westerwolde |
|                  | Stadskanaal |             |